# Taras Kozak
Taras Romanovytch Kozak (en ukrainien : Тарас Романович Козак), né à Sokilnyky, est un homme politique ukrainien.

## Biographie
Il fait des études d'économie à l'université de Lviv.

### Homme politique
En 2006, il est élu député de la VIIIe et IXe Rada sous l'étiquette Plateforme d'opposition-Pour la vie.
Taras Kozak devient membre du parti Ukrainskiy vybor de Viktor Medvedtchouk. Dans le cadre de la crise diplomatique russo-ukrainienne, en mai 2021, il est inculpé avec Victor Medvedtchouk. Le 20 janvier 2022, il est mis en accusation par le Département du Trésor des États-Unis, soupçonné d'être un agent du Service fédéral de sécurité de la fédération de Russie (FSB).

### Médias
Il devient propriétaire de la chaîne 112 Ukraine en 2018. Le 2 février 2021, le président Volodymyr Zelensky signe un décret interdisant trois chaînes de télévision pro-russes détenues officiellement par le député Taras Kozak, mais supposées être contrôlées par Viktor Medvedtchouk.